# Région de la côte Fraser
La région de la côte Fraser  est une nouvelle zone d'administration locale dans l'est du Queensland en Australie.
Le 15 mars 2008, elle a été créée par la fusion de la ville de Hervey Bay avec la ville de Maryborough, le comté de Woocoo et deux divisions du comté de Tiaro.
Elle comprend les villes de Hervey Bay et Maryborough (cities ) ainsi que Aldershot, Antigua, Aramara, Bauple, Burrum Heads, Brooweena, Dundathu, Eurong, Glenwood, Howard, Poona, Tiaro, Tinana, Tinnanbar, Toogoom, Torbanlea et Tuan.